# Sindrome di Ogilvie
La sindrome di Ogilvie è la dilatazione acuta del colon in assenza di ostruzione meccanica.
La pseudo-ostruzione del colon è caratterizzata da massiccia dilatazione dell'intestino cieco (diametro > 10 cm) e del colon destro sulla radiografia addominale. È un tipo di megacolon, a volte indicato come "megacolon acuto", per distinguerlo dal megacolon tossico.
La condizione porta il nome del chirurgo britannico Sir William Heneage Ogilvie (1887-1971), che per primo la riferì nel 1948.

## Segni e sintomi
Di solito il paziente ha distensione addominale, dolore e alterazioni dei movimenti intestinali. Ci possono anche essere nausea e vomito.

## Causa
La sindrome di Ogilvie può verificarsi dopo un intervento chirurgico, in particolare dopo l'intervento di bypass delle arterie coronarie, la sostituzione totale dell'articolazione o per la somministrazione di farmaci che disturbano la motilità del colon (es. anticolinergico, oppiaceo o analgesico) e contribuiscono allo sviluppo di questa condizione.

## Fisiopatologia
Il meccanismo esatto non è noto. La spiegazione probabile è lo squilibrio nella regolazione dell'attività motoria del colon da parte del sistema nervoso autonomo. È stato postulato che la riattivazione di varicella zoster virus (che causa varicella e herpes zoster) nei gangli enterici può essere una causa della sindrome di Ogilvie.
Il megacolon acuto si sviluppa a causa dell'anormale motilità intestinale. La normale motilità del colon richiede l'integrazione di influenze miogeniche, neurologiche e ormonali. Il sistema nervoso enterico è indipendente ma è collegato al sistema nervoso centrale dal simpatico e dal sistema nervoso parasimpatico. I bersagli del neurone enterico sono cellule muscolari, cellule secretorie, cellule endocrine, microvasculature e cellule infiammatorie. I neuroni nei plessi enterici sono stimolati dal bolo, che distende l'intestino e stimola la superficie della mucosa, portando al rilascio di fattori che stimolano gli interneuroni. Gli interneuroni stimolati trasmettono segnali eccitatori prossimalmente, che causano contrazioni e segnali inibitori distalmente, e questi a loro volta causano rilassamento. Questi segnali sono trasmessi dai neurotrasmettitori, acetilcolina e serotonina, tra gli altri.
Il megacolon acuto può anche portare a necrosi ischemica in segmenti intestinali massicciamente dilatati. Questo è spiegato dalla legge di Pascal e dalla legge di Laplace. Il principio di Pascal afferma che un cambiamento di pressione in qualsiasi punto in un fluido chiuso a riposo viene trasmesso non distrutto a tutti i punti nel fluido; la pressione su tutte le parti del lume è uguale. La legge di Laplace afferma che:
{\displaystyle T={\frac {Pr}{2t}}}
dove {\displaystyle T} = tensione della parete, {\displaystyle p} = pressione, {\displaystyle r} = raggio, {\displaystyle t} = spessore della parete.
Poiché la tensione della parete è proporzionale al raggio, un segmento intestinale dilatato ha una tensione della parete maggiore rispetto a un segmento non dilatato; se la dilatazione e la tensione sono sufficientemente grandi, il flusso sanguigno può essere ostruito e si verificherà l'ischemia dell'intestino.

## Diagnosi
La diagnosi inizia con esame fisico, osservazione e colloquio del paziente. L'imaging per diagnosticare la dilatazione del colon coinvolge una serie di radiografie o ostruzioni addominali (torace PA, addome eretto e immagini dell'addome supino). Se è necessario ulteriore imaging, è possibile ordinare CT.

## Trattamento
Solitamente si risolve con la terapia conservativa fermando l'ingestione orale, cioè niente per bocca e un sondino nasogastrico, ma potrebbe richiedere la decompressione colonoscopica che ha successo nel 70% dei casi. Uno studio pubblicato su The New England Journal of Medicine ha dimostrato che la neostigmina è un potente mezzo farmacologico per decomprimere il colon. Secondo l'American Society for Gastrointestinal Endoscopy (ASGE), la sua somministrazione dovrebbe essere considerata prima della decompressione colonscopica. L'uso di neostigmina non è privo di rischi poiché può indurre bradiaritmie e broncospasmi. Pertanto, l'atropina deve essere a portata immediata quando si usa questa terapia.

## Prognosi
È un disturbo medico grave e il tasso di mortalità può arrivare al 30%. L'alto tasso di mortalità è probabilmente dovuto al suo  manifestarsi in pazienti già critici piuttosto che alla mortalità della sindrome di per sé, sebbene possa presentarsi anche in individui altrimenti sani (specialmente se il disturbo è stato indotto da agenti farmacologici). Il megacolon indotto da farmaci (cioè da Clozapina) è stato associato a mortalità del 27,5%.